# Minima moralia
Minima moralia. Meditazioni della vita offesa (titolo originale Minima Moralia. Reflexionen aus dem beschädigten Leben) è un testo di teoria critica scritto dal filosofo tedesco Theodor W. Adorno mentre si trovava in esilio negli Stati Uniti. 
Iniziato a scrivere nel 1944, durante la seconda guerra mondiale, fu ultimato nel 1949. Composto di 153 aforismi e piccoli saggi inerenti alla condizione umana sotto il capitalismo e il fascismo, Adorno illustra e raduna pensieri sulle tendenze in atto nelle famiglie e nelle società del XX secolo, muovendo dalle esperienze e dai comportamenti quotidiani, i cui cambiamenti individua in un rapporto di relazione e connessione coi più disastrosi eventi del Novecento. Adorno riconosce di identificare le radici nella sua "vita danneggiata", quella di uno tra i molti intellettuali costretti all'esilio dal nazismo, che "vengono mutilati senza eccezione".
Originariamente, Minima moralia fu scritto per il cinquantesimo compleanno del suo amico e collaboratore Max Horkheimer, coautore insieme ad Adorno del libro Dialettica dell'illuminismo.

## Contenuto
Il titolo del libro deriva dalla Grande Etica (Magna Moralia in latino), un'opera tradizionalmente attribuita ad Aristotele, sebbene oggi la critica converga nell'assegnarla ad un autore anonimo. Nella dedica Adorno scrive che la "triste scienza" (nuovamente un gioco di parole, questa volta riferito a La gaia scienza di Nietzsche) di cui tratta il libro è "l'insegnamento della buona vita", un tema centrale nelle radici greche ed ebraiche della filosofia occidentale. Oggi, sostiene Adorno, una vita onesta non è più possibile, perché viviamo in una società inumana. "La vita non vive", dichiara l'epigramma che apre il libro. Adorno illustra questo concetto con una serie di brevi riflessioni e aforismi e, muovendo dalle esperienze quotidiane, giunge a intuizioni inquietanti sulle tendenze generali della società tardo-industriale. Gli argomenti presi in considerazione sono la natura sovversiva dei giocattoli, la desolazione della famiglia, la decadenza della conversazione, la diffusione dell'occultismo e la storia del tatto.
Il libro riconosce le sue radici nella "vita offesa" dell'autore, uno degli intellettuali costretti all'esilio dal regime nazista. Ma come dice uno degli aforismi, "La scheggia nell'occhio è la miglior lente di ingrandimento". Come le schegge dello specchio infranto della filosofia, i frammenti del libro cercano di illuminare gli indizi della discesa dell'umanità verso l'inumanità. Minima moralia afferma che la visione giudaico-cristiana-illuministica della redenzione è l'unico punto di vista valido da cui si può affrontare un mondo profondamente tormentato. Portando la "luce messianica" della critica su un terreno di completa negatività, Adorno cerca di "proiettare negativamente un'immagine di utopia".

## Edizioni
- (DE) Theodor W. Adorno, Minima moralia. Reflexionen aus dem beschädigten Leben, Berlin/Frankfurt am Main, Suhrkamp, 1951.

Edizioni italiane
- Theodor W. Adorno, Minima moralia. Meditazioni della vita offesa, Introduzione e traduzione di Renato Solmi, collana Saggi n. 183, Torino, Einaudi, 1954.
- Theodor W. Adorno, Minima immoralia, aforismi "tralasciati" nell'edizione italiana (Einaudi, 1954), a cura di Gianni Carchia, Edizioni L'erba voglio, 1976.
- Theodor W. Adorno, Minima moralia. Meditazioni della vita offesa, Introduzione di Leonardo Ceppa, collana NUE n. 162, Torino, Einaudi, 1979.
- Theodor W. Adorno, Minima moralia. Meditazioni della vita offesa, Milano, CDE, 1987.
- Theodor W. Adorno, Minima moralia. Meditazioni della vita offesa, collana Einaudi Tascabili. Saggi n. 206, Torino, Einaudi, 1994.